# کیک‌استارتر
کیک‌استارتر (به انگلیسی: Kickstarter)، شرکتی آمریکایی و عام‌المنفعه برای کمک به پروژه‌های نوآورانه در زندگی بشر است که از استارت‌آپ‌هایی با ایده‌های نوین و خلاقانه استقبال می‌کند. ایده‌های جدید در همه زمینه‌ها از فناوری گرفته تا آشپزی در وب‌سایت این شرکت برای جذب سرمایه عمومی تحت پوشش قرار می‌گیرد. این وب‌سایت در اصل برای طرح و ایده‌های جدید، سرمایه لازم را برای تولید و انبوه‌سازی فراهم می‌کند.
در حال حاضر بیش از 115.000 پروژه خلاقانه از جمله فیلم و موسیقی و ... تأمین مالی شده‌است.